# Libyan Arab Foreign Bank
La Libyan Arab Foreign Bank (LFB) è una banca libica, fondata nel 1972 a Tripoli.
Nel 2005 ha cambiato il proprio nome in Libyan Foreign Bank. La banca è stato il primo istituto bancario offshore della Libia, autorizzato ad operare a livello internazionale. La Banca centrale della Libia possiede il 100% di LFB e ha la propria sede centrale nella capitale libica.

## Attività e funzioni principali
La Libyan Foreign Bank svolge servizi di corporate e trade finance, inclusi documenti di credito (LC), conferme, prestiti a breve, medio e lungo termine, garanzie bancarie, forex e depositi. Agisce, inoltre, come porta finanziaria internazionale della Libia, favorendo flussi commerciali e investimenti esteri.